# 阿迈厄布罗站 (阿迈厄岛铁路)
阿迈厄布罗站（丹麥語：Amagerbro Station）是丹麦首都哥本哈根的一座已经关闭的火车站，车站主楼至今尚存，因所在地阿迈厄布罗而得名。。1907年7月17日随阿迈厄岛铁路一同启用。总设计师是海因里克·文克。阿迈厄布罗站自1907年启用至20世纪90年代随阿迈厄岛铁路一同关闭一直是阿迈厄岛铁路的终点站。

## 历史

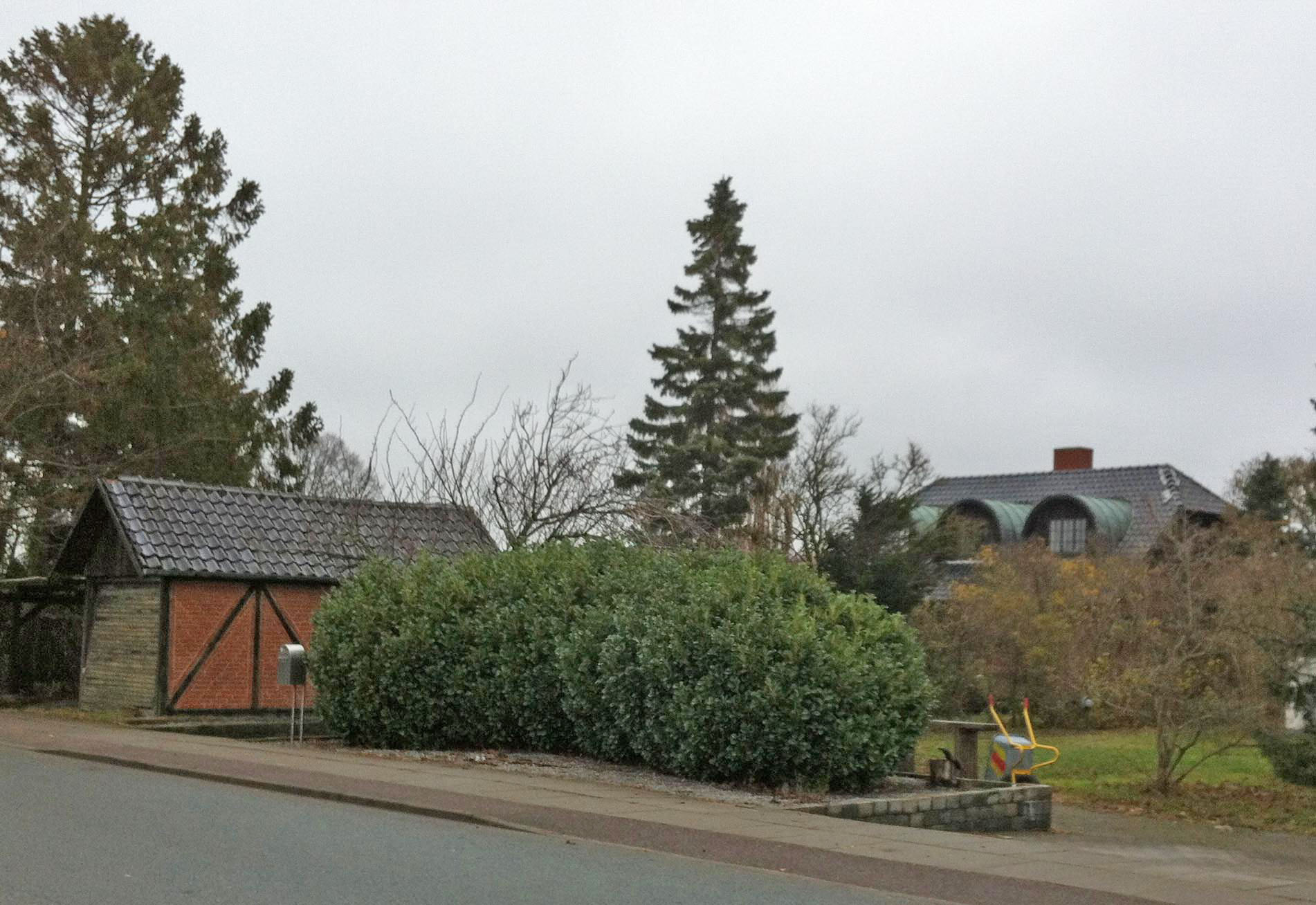
停用后的阿迈厄岛铁路阿迈厄布罗站，拍摄于2016年

阿迈厄布罗站1907年7月17日随阿迈厄岛铁路一同启用。包括阿迈厄布罗站在内的整条阿迈厄岛铁路均由私营企业阿迈厄岛铁路公司负责建设及运营。1938年停办客运。因二战导致的燃油及橡胶短缺，1940年5月5日恢复客运。1947年再次停办客运。 1975年10月1日阿迈厄岛铁路公司被丹麦国家铁路兼并，阿迈厄布罗站随之改属丹麦国家铁路。1995年随阿迈厄岛铁路一同关闭。阿迈厄布罗站关闭后，原有设施多数被拆除，但车站主楼至今尚存。